# 3662 Dezhnev
3662 Dezhnev eller 1980 RU2 är en asteroid i huvudbältet som upptäcktes den 8 september 1980 av den sovjetisk-ryska astronomen Ljudmila Zjuravljova vid Krims astrofysiska observatorium på Krim. Den är uppkallad efter den ryske upptäcktsresanden Semjon Dezjnjov.
Asteroiden har en diameter på ungefär nio kilometer och tillhör asteroidgruppen Eunomia.